# Chiropodomys pusillus
Chiropodomys pusillus је врста глодара из породице мишева (Muridae).

## Распрострањење
Ареал врсте је ограничен на мањи број држава. Врста је присутна у следећим државама: Малезија, Индонезија и Брунеј (непотврђено).

## Станиште
Станиште врсте су шуме. Врста је присутна на подручју острва Борнео у Индонезији.

## Угроженост
Подаци о распрострањености ове врсте су недовољни.